# Veringenstadt
Veringenstadt település Németországban, azon belül Baden-Württembergben. Lakosainak száma 2134 fő (2023. december 31.).

## Népesség
A település népessége az elmúlt években az alábbi módon változott:
| Lakosok száma | 1994 | 2140 | 2199 | 2147 | 2107 | 2351 | 2361 | 2276 | 2166 | 2134 |
|               | 1961 | 1967 | 1974 | 1980 | 1987 | 1993 | 2000 | 2006 | 2013 | 2023 |